# Metteniusaceae
Metteniusaceae са семейство цъфтящи растения, единственото семейство от разред Metteniusales. Обхваща около 10 рода и 50 вида дървета, храсти и лиани, предимно от тропиците. Семейството по-рано е било ограничено само до род Metteniusa, но сега е разширено с редица родове, които преди са били поставени в широко полифилетичното семейство Icacinaceae.

## Родове
Според последната класификация на Групата по филогения на покритосеменните, актуализирана на официалния ѝ сайт към септември 2022 г., семейството включва само 11 рода:
- Apodytes - ок. 6 вида
- Calatola - 7 вида
- Dendrobangia - 3 вида
- Emmotum – гр. 10 вида
- Metteniusa - 7 вида
- Oecopetalum - 3 вида
- Ottoschulzia - 3 вида
- Pittosporopsis
- Platea - 5 вида
- Poraqueiba - 3 вида
- Rhaphiostilis - ок. 10 вида